# 普渡大學機場
普渡大學機場（英語：Purdue University Airport）是一座位於美國印第安納州蒂珀卡努縣西拉法葉的公共民用機場，為普渡大學擁有並管轄。因普渡大學自身的客貨運需求與其飛行課程，普渡大學機場為印第安納州第二繁忙的機場，僅次於印第安納波利斯國際機場。
根據美國聯邦航空管理局的紀錄，2017年普渡大學機場共有3,778位乘客登機。

## 歷史
普渡大學機場是美國第一個由大學擁有的機場。1930年，企業家大衛·E·羅斯捐贈了一塊土地予普渡大學作為航太教育與研究使用，美國政府並於同年十一月30日指定該規劃中的機場作為緊急升降使用。機場跑道於1930年代建成並開始營運。愛蜜莉亞·艾爾哈特在此機場準備她的最後一次環球飛行，並同時擔任客座教師擔任技術顧問與職涯輔導員。
第二次世界大戰期間，各式美國軍隊於普渡大學機場訓練飛行員。1955年成立的首個預備軍官訓練團的飛行課程以普渡大學機場為基地。
普渡大學機場最初的機棚與建築現今仍在營運中，現名「尼斯旺格航空科技大樓（Niswonger Hall of Aviation Technology）」，為普渡大學普渡理工學院航空科技學系的辦公室、教室、與實驗室，並於2009年完成擴建.。
1960年代，跑道10/28與一停機棚建成，以支持中西部機載電視教學計畫。
普渡大學機場在1971年以前擁有自己的航空公司「普渡航空（Purdue Airlines）」，有三架道格拉斯DC-9以普渡大學機場為其基地。
长青国际航空於1970年代晚期曾短暫於普渡大學機場經營貨運業務。
1987年4月9日，時任美國總統隆納·雷根乘坐空軍一號降落普渡大學機場。訪問普渡大學期間，隆納·雷根撰寫一封信給予校內報紙普渡指標報表述他對於當時美國與蘇聯未來關係的樂觀態度，及他對於所見到的普渡大學校園的好感。

## 航點及目的地
普渡大學機場於1950年代至2000年代有定期商業客運航班，但2004年后一度取消了定期商業客運航班，后于2024年恢复。
1975年以前，亞利根尼航空與大湖中央航空有飛往芝加哥歐海爾國際機場與匹茲堡的定期航班。
印第安納航空於1977年11月至1980年3月期間，運營飛往印第安納波利斯的直飛航班。1971至1985年間，威斯康辛航空亦運營飛往芝加哥歐海爾國際機場與韋恩堡的航班。1984至1989年，Fischer Brothers航空運營飛往芝加哥中途國際機場的航班。康姆航空也在1987年每天6班飛往辛辛那提。
1989至1995年間，賽門航空以美鷹航空名義運營每天6班飛往芝加哥歐海爾國際機場的航班。大湖航空於1995至2001年之間運營飛往芝加哥歐海爾國際機場與科爾斯縣紀念機場的航班。西北航空於1992至2002年間運營飛往底特律的定期航班。2000年代最後一航班為2004年2月15日，由美國航空連接飛往聖路易的班次，該班次於2002年12月至2004年2月之間運行。
2024年，普渡大学机场恢复了中断了20年的商业客运航班，首条航线为南方航空快运运营的至芝加哥奥黑尔机场的航班。

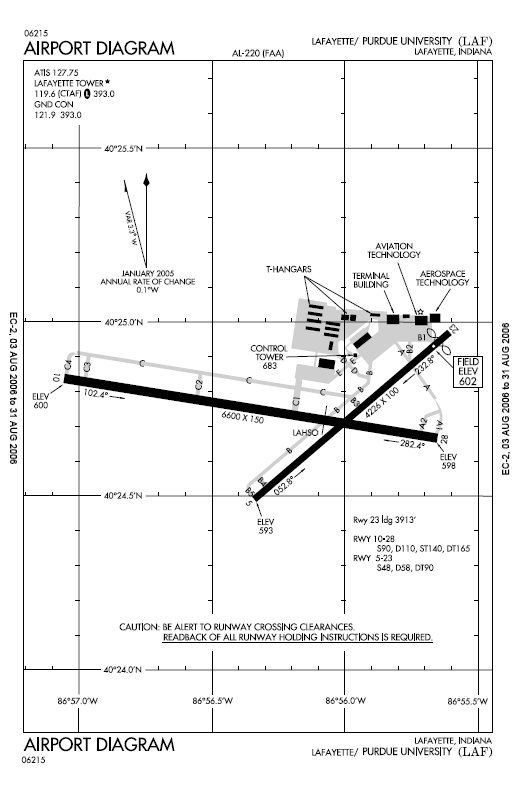
普渡大學機場示意地圖

## 聯外交通

### 公路
- 美國國道US 52與US-231：連結機場與蒂珀卡努縣及其周邊的主要道路。
- Airport Rd：連接機場與普渡大學校園主要區域的主要道路。

### 客運
- 市區公車CityBus
- 芝加哥機場接駁巴士
- 租車服務

## 外部連結
- 普渡大學機場 （页面存档备份，存于） （官方網站）
- 普渡機場的重要歷史事件 （页面存档备份，存于）
- National Air Traffic Controllers Association LAF 主頁
- Aerial image as of April 1998[] from USGS The National Map（英语：The National Map）
- LAF的FAA机场平面图 (PDF)（自2025-03-20起）
- LAF的FAA终端程序（自2025-03-20起）